# Vasilije Kostov
Vasilije Kostov (en serbe en écriture cyrillique : Василије Костов), né le 11 mai 2008 à Belgrade, est un footballeur serbe qui évolue au poste de milieu offensif à l'Étoile rouge de Belgrade.

## Biographie

### Carrière en club
Né à Belgrade en Serbie, Vasilije Kostov est formé par l'Étoile rouge de Belgrade, où il s'illustre d'abord avec les équipes de jeunes, notamment en Youth League 2024-2025, avec des réalisation contre des équipes comme Barcelone, et l'AC Milan.
Il commence ensuite sa carrière professionnelle en championnat de Serbie, jouant son premier match avec l'équipe première du club le 6 avril 2025, entrant en jeu lors d'un match de championnat contre l'OFK Belgrade.
Kostov est ainsi sacré champion de Serbie lors de la saison 2024-25, alors que son équipe domine la compétition depuis plusieurs saison,.
Le 29 juillet 2025, il joue son premier match de Ligue des champions, entrant en jeu lors du match de qualification contre le Lincoln FC. Il devient ainsi le troisième plus jeune joueur de l'Étoile rouge en compétition européenne.

### Carrière en sélection
Vasilije Kostov est international serbe junior avec l'équipe des moins de 17 ans à partir de mars 2025. Avec ces derniers, il atteint les demi-finales de l'Euro 2024, éliminé par le Portugal de Mora et Quenda

## Palmarès
Étoile rouge de Belgrade
- Championnat de Serbie
  - Champion en 2024-25